# The Best of Bobbysocks
The Best of Bobbysocks är ett samlingsalbum av den norska duon Bobbysocks, släppt 18 maj 2010 i Norge.

## Låtlista
1. La det swinge
2. Thank You
3. Don't Bring Lulu
4. Radio
5. Waiting for the Morning
6. Boogie Woogie Mama
7. Midnight Rocks
8. The Booglie-Wooglie Piggy
9. Johnny and the Dancing Girls
10. Little by Little (Elisabeth)
11. Walkin' on Air
12. Cross over the Bridge
13. I Don't Wanna Break My Heart
14. Working Heart
15. Shoo-Shoo-Baby
16. Count Me Down
17. If I Fall
18. Daddy’s Comin' Home
19. I Believe in Love
20. More than I Can Say
21. Swing it, magistern
22. Let it Swing (La det swinge)

## Listplaceringar
| Lista (2010) | Topplacering |
| ------------ | ------------ |
| Norge        | 13           |